# Magnetiska nordpolen

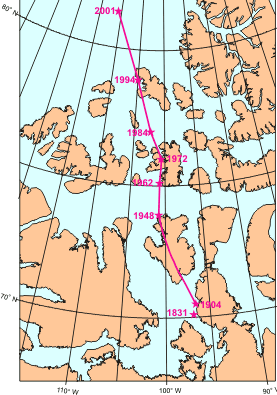
Den magnetiska nordpolens rörelser i norra Kanada.

Det som ibland slarvigt kallas ”Magnetiska nordpolen” (egentligen nordpolens magnetiska pol - som är en sydpol) är den punkt på jordytan på norra halvklotet där inklinationen är 90°, så att den horisontella komposanten i jordens magnetfält är noll och en perfekt kompassnål därmed vill peka rakt nedåt. Denna magnetiska pol ligger inte vid den geografiska nordpolen, utan ungefär 190 mil söder om den geografiska nordpolen.
En kompass på jordytan långt från den magnetiska nordpolen inriktar sig efter magnetfältet på den plats den befinner sig och pekar mot den punkt där jordens magnetiska dipolaxel skär jordytan, vilken ibland kallas den geomagnetiska polen. Att dessa poler inte sammanfaller beror på ojämnheter i jordens magnetfält. Resultatet är att kompassens nordpol på de flesta ställen på jorden varken pekar mot den geografiska nordpolen eller mot den magnetiska polen i dennas närhet. 
Beteckningen "magnetiska nordpolen" är en olycklig konvention. Många har kommit att beteckna den pol som kompassnålens nordpil pekar mot som magnetiska nordpolen, även om den i fysikens mening är en magnetisk sydpol – motsatt polaritet attraherar, samma polaritet repellerar. På samma sätt är det som konventionellt tyvärr ibland kallas "magnetiska sydpolen" enligt fysiken en magnetisk nordpol.
Det som refereras till som den magnetiska nordpolen (jordens magnetiska sydpol) ligger för närvarande i norra Kanada, där den på kartan har rört sig i nordlig riktning. Från Sveriges horisont har den rört sig långsamt västerut - med ca 1/2 grad över en tioårsperiod. Jordens magnetfält har aldrig varit konstant utan har bytt riktning vid ett stort antal tillfällen i jordens historia.
Nordändan på magnetisk kompassnål pekar i verkligheten varken mot den magnetiska  eller den geografiska nordpolen. Riktningsavvikelsen till den geografiska nordpolen kallas missvisning. Ett avläst värde på en magnetkompass måste därför korrigeras på de flesta platser på jorden  för att vara användbart. I Sverige är missvisningen för närvarande (2021) relativt liten - från omkring 9 grader plus i Haparanda till 4 grader plus vid västkusten - men i områden närmare jordens magnetiska poler kan  den vara avsevärd vilket gör det svårt eller omöjligt att använda magnetkompasser i sådana områden.